# Wheatland megye (Montana)
Wheatland megye az Amerikai Egyesült Államokban, azon belül Montana államban található. Megyeszékhelye és legnagyobb városa Harlowton. Lakosainak száma 2069 fő (2020. április 1.). Wheatland megye Judith Basin, Sweet Grass, Meagher, Fergus és Golden Valley megyékkel határos.

## Népesség
A megye népességének változása:
| Lakosok száma | 2158 | 2138 | 2100 | 2134 | 2110 | 2069 |
|               | 2010 | 2011 | 2012 | 2013 | 2015 | 2020 |